# 228. komunikacijska brigada (ZDA)
228. komunikacijska brigada je komunikacijska brigada Kopenske vojske Združenih držav Amerike.
Zagotavlja komunikacijsko podporo vsem enotnim poveljstvom: Evropskemu, Centralnemu, Južnemu, Pacifiškemu poveljstvu.